# Simon Marmion

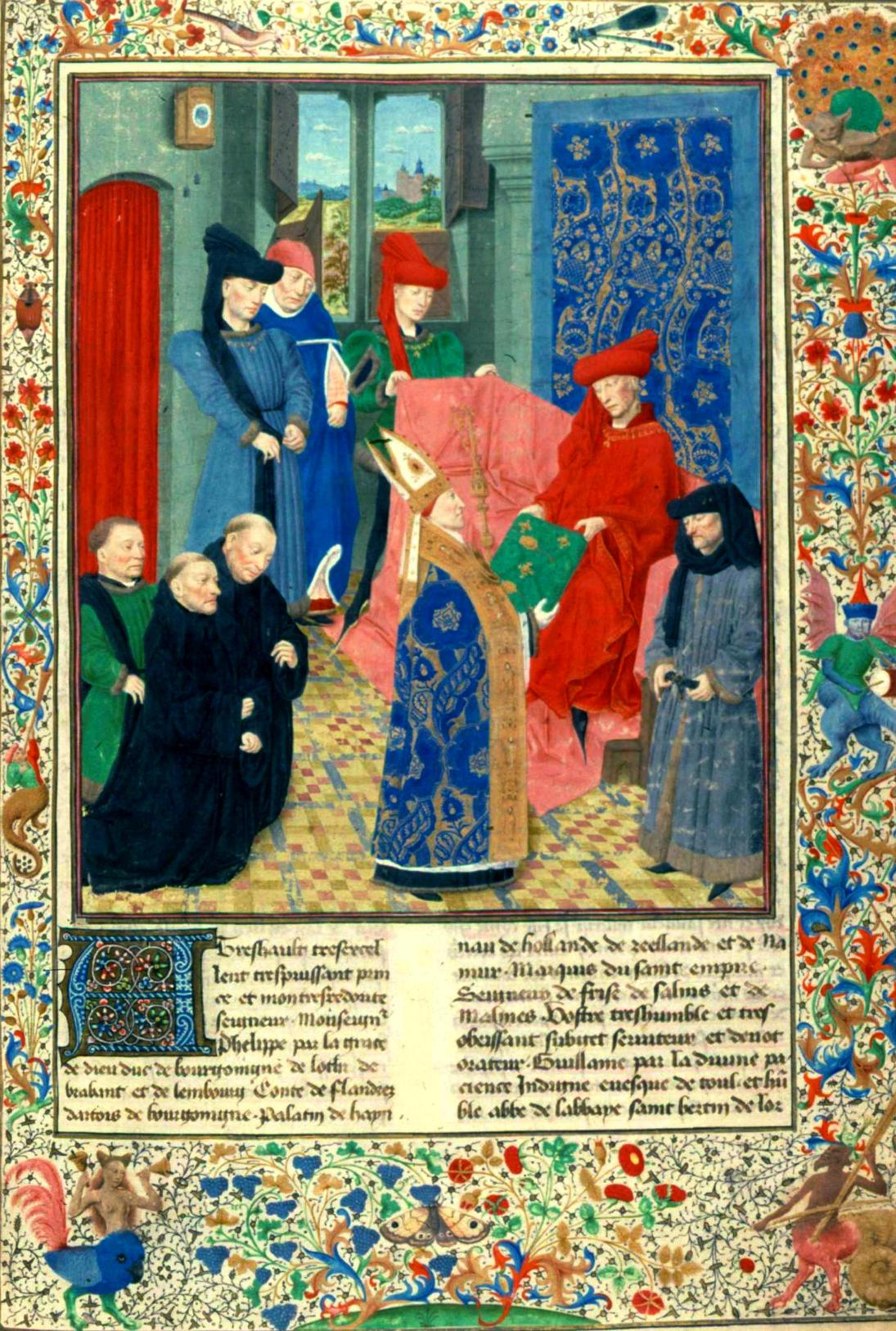
Guillaume de Filastre biedt de 'Grandes Chroniques de France' aan aan Filips de Goede

Simon Marmion (Amiens, ca. 1425 – Valenciennes, 1489) is een schilder en miniaturist uit Amiens in de landstreek Picardië, dat na de dood van Maria van Bourgondië en de Bourgondische Successieoorlog weer terug bij Frankrijk kwam. Door de poëet Jean Lemaire de Belges (1473 - na 1515) werd hij de Prins der Verluchters genoemd, maar hij was een artiest die zowel in olieverf op paneel werkte als met tempera op perkament.

## In Amiens
Hij was een zoon van Jan Marmion, die te Amiens werkzaam was van 1426 tot 1449 als schilder en beeldsnijder, Simon assisteerde zijn vader nog in 1449. Zijn broer Mille, ook schilder, kreeg onder andere opdrachten voor het stadhuis van Amiens en was in 1469 vrijmeester in Doornik waar hij zich vestigde in 1473.
Simon werkte in Amiens tussen 1449 en 1458 en kreeg verschillende belangrijke opdrachten van de stad Amiens, waaronder in 1454 een Calvarie voor de gerechtszaal in het stadhuis. Datzelfde jaar werd hij door Filips de Goede ingehuurd voor de decoraties die moesten gemaakt worden voor het Banket van de Fazant in Rijsel.
Ca. 1455 schilderde Marmion een uitzonderlijke voorstelling van Adam en Eva in het aards paradijs, in het Livre des sept âges du monde, geschreven in Bergen in het atelier van Jacquemart Pilavaine en bewaard in de Koninklijke Bibliotheek van België, ms. 9047 (folio 1 verso). Deze miniatuur is uitgewerkt als een diep en realistisch landschap met verschillende dieren; rond de hemel met de tronende Godheid ontwikkelen zich de zeven sferen met de planeten.

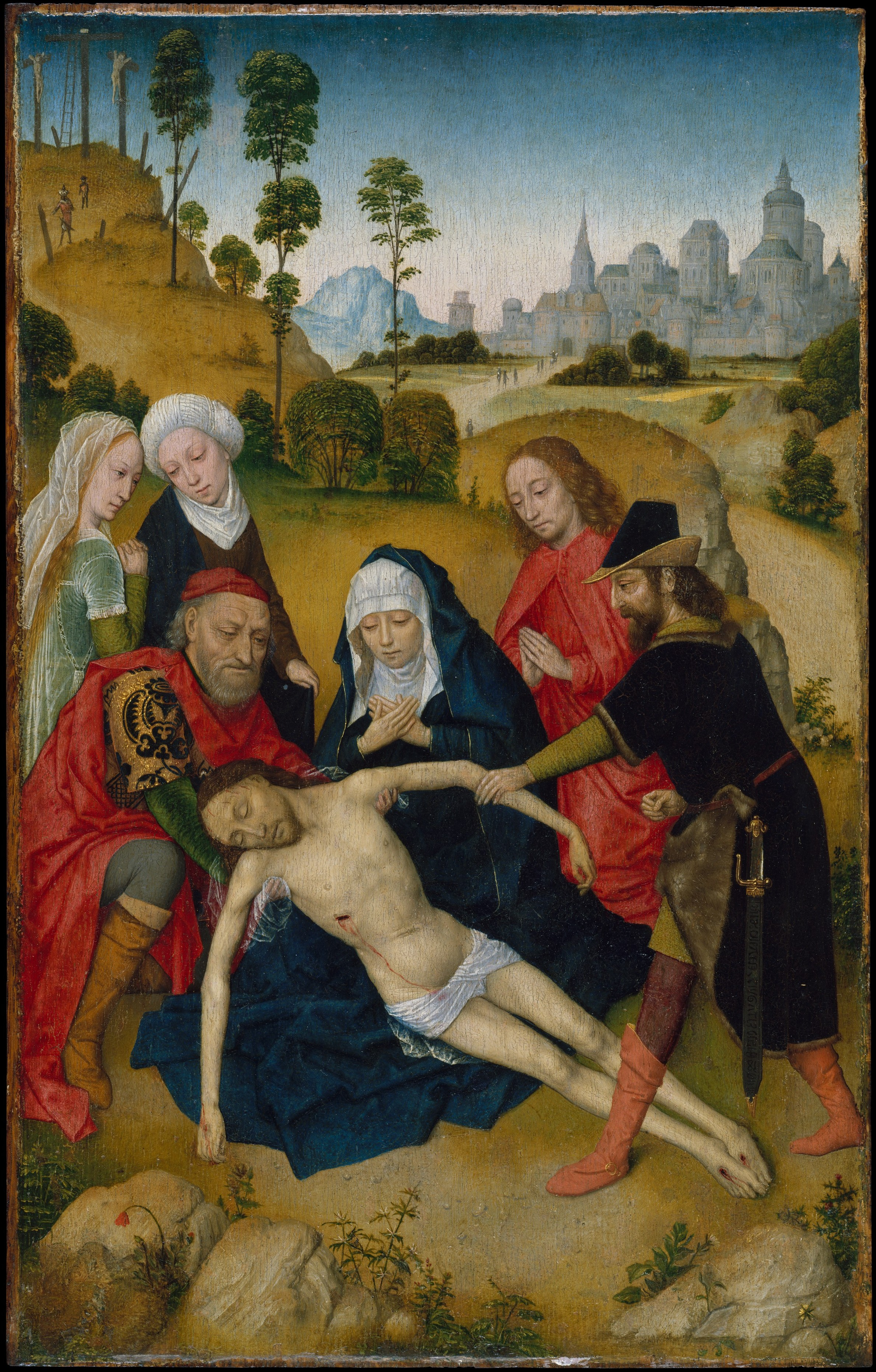
Bewening van Christus, 1468, Metropolitan Museum of Art, New York

## In Valencijn
In 1458 was hij gevestigd in het Henegouwse Valencijn, waar hij tot zijn dood werkzaam bleef en in 1462 speelde hij een rol bij de stichting van de Broederschap van Sint-Lucas. Het jaar daarop in 1463 schilderde hij de retabel voor de kapel van het schildersgilde. Datzelfde jaar kreeg hij een opdracht voor het polychromeren van een beeld van de heilige Maagd, bestemd voor de kathedraal van Kamerijk. Omstreeks dezelfde tijd schilderde hij een portret van Karel de Stoute, toen nog de graaf van Charolais met zijn echtgenote.
Hij huwde te Valencijn met Jeanne de Quaroube, de dochter van een welgestelde burger van die stad in 1465. Na zijn overlijden huwde zij met de Brugse schilder Jan Provoost. Het paar had een dochter Marie die zoals haar vader door Jean Lemaire de Belges als miniaturiste werd geprezen.
In 1467 kreeg hij een opdracht van Filips de Goede voor een breviarium met 59 miniaturen en twaalf kalendervignetten, zoals blijkt uit de hertogelijke rekeningen. Na de dood van Filips werkte hij het handschrift af voor diens opvolger Karel de Stoute, het bevatte 624 bladen, 105 miniaturen en 2500 initialen. Dit brevier is verloren gegaan, maar twee folia worden momenteel bewaard in een privéverzameling. In 1468 sluit hij aan bij het schildersgilde van Doornik maar er zijn geen documenten die aantonen dat hij daar ook verbleef. Simon Marmion stierf op kerstdag van 1489.
Zijn werk als miniaturist is vrij goed gedocumenteerd, zijn werk als schilder is dat veel minder. Vrij algemeen wordt aanvaard dat hij twee vleugels van de retabel voor de Sint-Bertijnsabdij in Sint-Omaars schilderde dat afgewerkt werd en geplaatst in 1459. Deze retabel werd besteld door Willem de Fillastre de bisschop van Doornik, Toul en Verdun, hoveling van de hertogen van Bourgondië en kanselier van de Orde van het Gulden Vlies. Het origineel zes meter brede werk, met in het midden taferelen met zilveren beelden, is nu verdeeld over twee musea: de Gemäldegalerie van de Staatliche Museen zu Berlin te Berlijn waar het grootste gedeelte van de vleugels wordt bewaard en de National Gallery in Londen, waar zich de bovenzijdes van twee zijvleugels bevinden. Tijdens de Franse Revolutie werd het zilver omgesmolten en de vleugels geschilderd door Marmion werden verkocht.

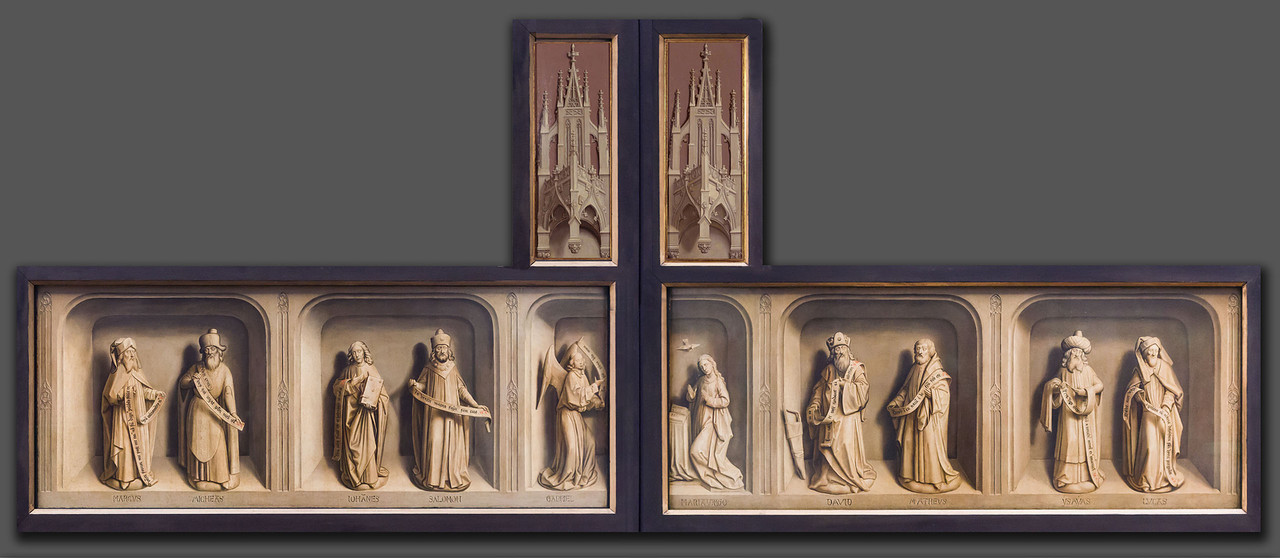
Reconstructie van de buitenkant van het Simon Marmion-altaarstuk, Sint-Bertin

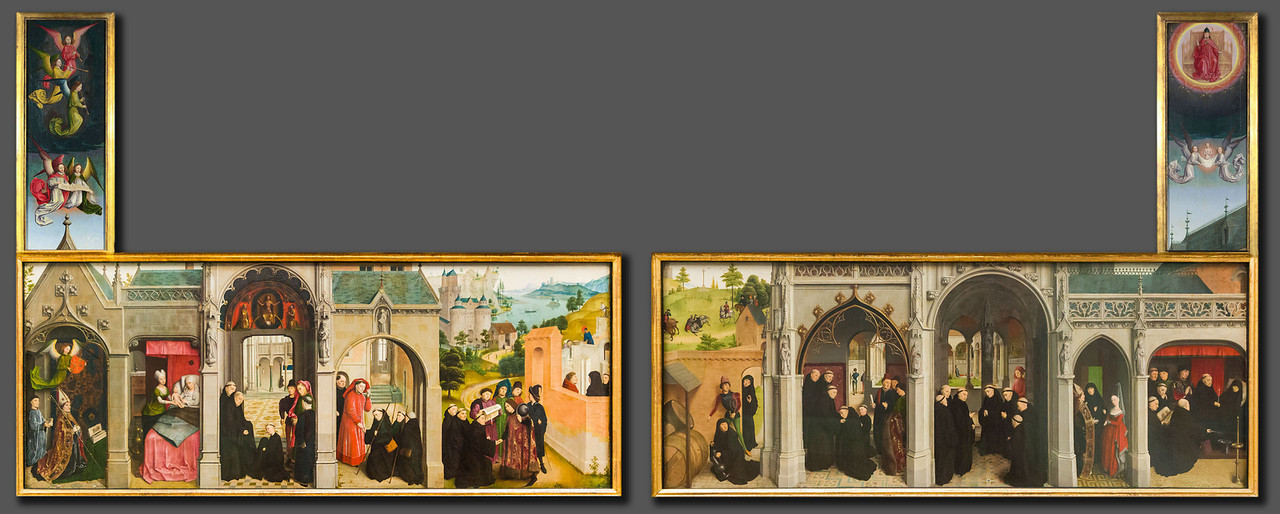
Reconstructie van het interieur van het Simon Marmion, Sint-Bertijnaltaarstuk

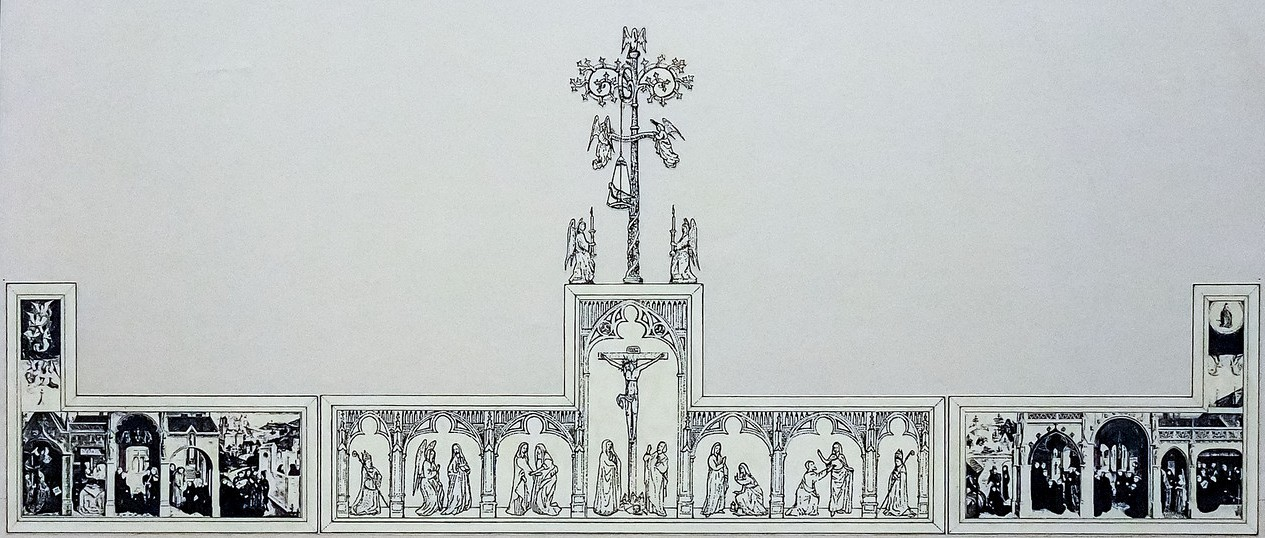
Reconstructie van Simon Marmion, altaarstuk van Sint Bertin

Voor dezelfde opdrachtgever maakte hij de Grandes Chroniques de France, een werk dat zich nu in Sint Petersburg in de Nationale Bibliotheek van Rusland bevindt als Ms. Erm 88. De La Fleur des Histoires in de Koninklijke Bibliotheek van België (MS. 931-932) werd ook verlucht in opdracht van Fillastre als een geschenk voor Filips de Goede.
Voor Margaretha van York schilderde hij in 1468 een Bewening van Christus ter gelegenheid van haar huwelijk met Karel de Stoute. Daarnaast verluchtte Simon voor Margaretha in 1475 Les Visions du chevalier Tondal, La Vision de l’âme de Guy de Thurno en waarschijnlijk ook een handschrift L’Histoire de madame sainte Katherine, dat zich nu in een privécollectie bevindt.

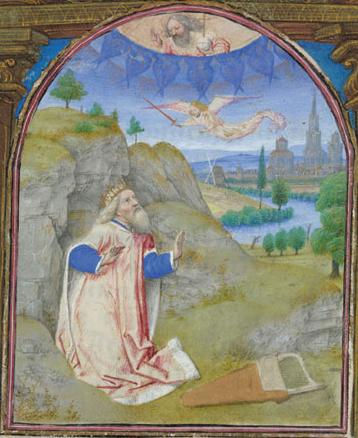
David in Gebed, los folium uit een getijdenboek bij het begin van de Boetepsalmen, British Library.

Miniaturen van hem zijn ook te vinden in het Getijdenboek The Huth Hours (ca. 1480), bewaard in de British Library in Londen, met 24 volbladminiaturen en 74 kleinere. Ook in het La Flora-getijdenboek (Napels) verzorgde hij 22 volbladminiaturen. Daarnaast werkte hij mee aan de Berlaymont-getijden met een miniatuur van Lucas die de Heilige Maagd schildert.

## Schilder en miniaturist
Marmion was een van de belangrijkste kunstenaars van zijn tijd, wat bevestigd wordt door de lof die hem onder andere door tijdgenoten werd toegezwaaid (onder anderen Jean Lemaire de Belges en Louis de la Fontaine) en na zijn dood ook door onder anderen kanunnik Jean Molinet (+1507), Lodovico Guicciardini en Johannes Molanus. In zijn werken van de Valencijn-periode is duidelijk de invloed van Hugo van der Goes, Joos van Wassenhoven en Dirk Bouts te herkennen. De Bewening bijvoorbeeld doet in zijn compositie, landschap en architecturale elementen sterk denken aan de afbeelding met Abraham en Melchisedech, het rechter bovenpaneel van de triptiek van Het Heilig Sacramment van Dirk Bouts.
Als miniaturist werkte hij samen met de bekende Vlaamse meesters van zijn tijd zoals de Weense meester van Maria van Bourgondië, Lieven van Lathem, de Meester van de Houghton-miniaturen en de Meester van het gebedenboek van Dresden. Marmion was een van de grondleggers van de Gent-Brugse stijl. Zijn oeuvre toont dat hij het werk van de Vlaamse Primitieven perfect kende en de techniek beheerste. Dit kan men zien in zijn meesterlijke voorstelling van licht en ruimte in het landschap en de afbeelding van de emoties van zijn personages via het gebruik van een gans gamma van tinten bij het modelleren van de gezichten. Ook bij het schilderen van de textuur van stoffen en de details van kleding blijkt zijn kennis van het werk van zijn illustere voorgangers, de Gebroeders van Eyck en Hugo van der Goes.
Opvallend is dat Marmion bij zijn schilderwerk dezelfde technieken gebruikt als bij de miniatuurschildering. Zo blijkt bij analyse van de retabel van Sint Bertijn dat de modellering van de schaduwpartijen van de aangezichten en de plooien van de kleding niet gebaseerd is op de ondertekening op de panelen, maar zoals bij miniaturen bereikt wordt met opgeschilderde lagen in variërende tinten. Ook het palet van Marmion is zeer gelijklopend in zijn miniaturen en schilderijen op paneel. Voor de modellen voor zijn schilderwerk in olieverf op paneel grijpt Marmion terug op voorbeelden uit miniaturen. Een Gegoriusmis die zich nu bevindt in de Art Gallery of Ontario in Toronto (Inv. 79/121) gaat terug op miniaturen in handschriften die in Amiens geproduceerd werden in de jaren 1480 toen Marmion daar werkte. Marmion is duidelijk een van de belangrijkste kunstenaars van zijn generatie die dankzij zijn dubbele activiteit als schilder en als miniaturist, de miniatuurkunst naar een hoger niveau tilde.
- Bibsys: 98020615
- Bibliothèque nationale de France: cb12296627s (data)
- Biografisch Portaal: 16545079
- Stuttgart Database of Scientific Illustrators 1450–1950: 12088
- Gemeinsame Normdatei: 119121220
- International Standard Name Identifier: 0000 0003 8696 4881
- Library of Congress Control Number: n84168789
- National Gallery of Victoria: 1102
- Nationale Bibliotheek van Tsjechië: jn20011211035
- Nationale Bibliotheek van Israël: 987007585607605171
- Nationale Bibliotheek van Polen: a0000003618433
- Nederlandse Thesaurus van Auteursnamen: 08028048X
- RKD-Nederlands Instituut voor Kunstgeschiedenis: 52750
- SNAC: w6qk5d3d
- Système universitaire de documentation: 031822983
- Union List of Artist Names: 500121728
- Virtual International Authority File: 79411629
- WorldCat: E39PBJdGJcwRGQCyQ3tKgbP84q